# Ларрьера, Маурисио
Маури́сио Ларрье́ра (исп. José Mauricio Larriera Dibarboure; род. 26 августа 1970, Флорида) — уругвайский футболист и футбольный тренер.

## Биография

### Игровая карьера
Маурисио Ларрьера начал игровую карьеру в 1989 году в «Ливерпуле» (Монтевидео). Отыграв за «чёрно-синих» пять лет, правый фланговый защитник перешёл в «Рентистас». В 1996—1997 годах выступал за «Мирамар Мисьонес».
В 1998 году играл во Втором дивизионе за «Депортиво Мальдонадо». Команда добралась до стыковых матчей за выход в Примеру. В двух матчах «Депортиво Мальдонадо» обменялся победами с «Рамплой Хуниорс», причём свою победу провинциальный клуб одержал с лучшей разницей забитых и пропущенных мячей (результаты игр — 2:3 и 3:1), но явно устаревший регламент не учитывал этот показатель, и в серии пенальти сильнее был столичный клуб — 6:5. Однако вскоре АУФ приняла решение включить в Примеру на следующий сезон из Второго дивизиона три клуба из Интериора (команд за пределами столицы) — в том числе и «Депортиво Мальдонадо».
В 1999—2001 годах Ларрьера выступал за «Расинг» (Монтевидео), причём в 1999 году также помог своей команде выйти в Примеру. После непродолжительного возвращения в «Рентистас» Маурисио в 2003 году присоединился к «Эль Танке Сислей», где и завершил свою профессиональную карьеру через два года.

### Тренерская карьера
В 2007 году Ларрьера начал тренерскую карьеру. До 2013 года он работал помощником Херардо Пелуссо в разных командах — перуанской «Альянсе», «Насьонале», «Универсидад де Чили», парагвайской «Олимпии» и в сборной Парагвая.
В 2013 году впервые самостоятельно возглавил футбольную команду, а именно парагвайскую «Соль де Америку». В следующем году вернулся в Уругвай. Привёл «Расинг» ко второму месту в Апертуре, а затем, уже возглавляя «Дефенсор Спортинг», финишировал на третьем месте в Клаусуре. За сезон 2014/15 команды Ларрьеры набрали на три очка больше, чем вице-чемпион «Пеньяроль». Благодаря этому Маурисио Ларрьера был признан лучшим тренером Уругвая в сезоне. После завершения сезона уругваец отправился работать в Катар.
В 2017 году вернулся в Южную Америку, где по сезону работал с аргентинским «Годой-Крусом», чилийским «О’Хиггинсом», а также с «Данубио». В сезоне 2019/20 возглавлял «Монтевидео Уондерерс».
В январе 2021 года Ларрьера был назначен на должность главного тренера «Пеньяроля». Ларрьере удалось существенно омолодить состав «ауринегрос» — и хотя команда не смогла побороться за чемпионство в последних матчах сезона 2020 (которые из-за пандемии COVID-19 прошли уже в первые месяцы 2021 года), команда очень успешно выступила в Южноамериканском кубке, в котором «Пеньяроль» дошёл до полуфинала. «Угольщики» мощно провели концовку сезона, выиграв Клаусуру, заняв первое место в сводной таблице сезона и в итоге завоевав свой 53-й чемпионский титул. По итогам 2021 года Маурисио Ларрьера вновь был признан лучшим тренером сезона в чемпионате Уругвая.

## Титулы и достижения
Тренерские
- Чемпион Уругвая (1): 2021
- Обладатель Суперкубка Уругвая (1): 2022

Личные
- Тренер года в Уругвае (2): 2014/15, 2021